# Mikve (Třebíč)

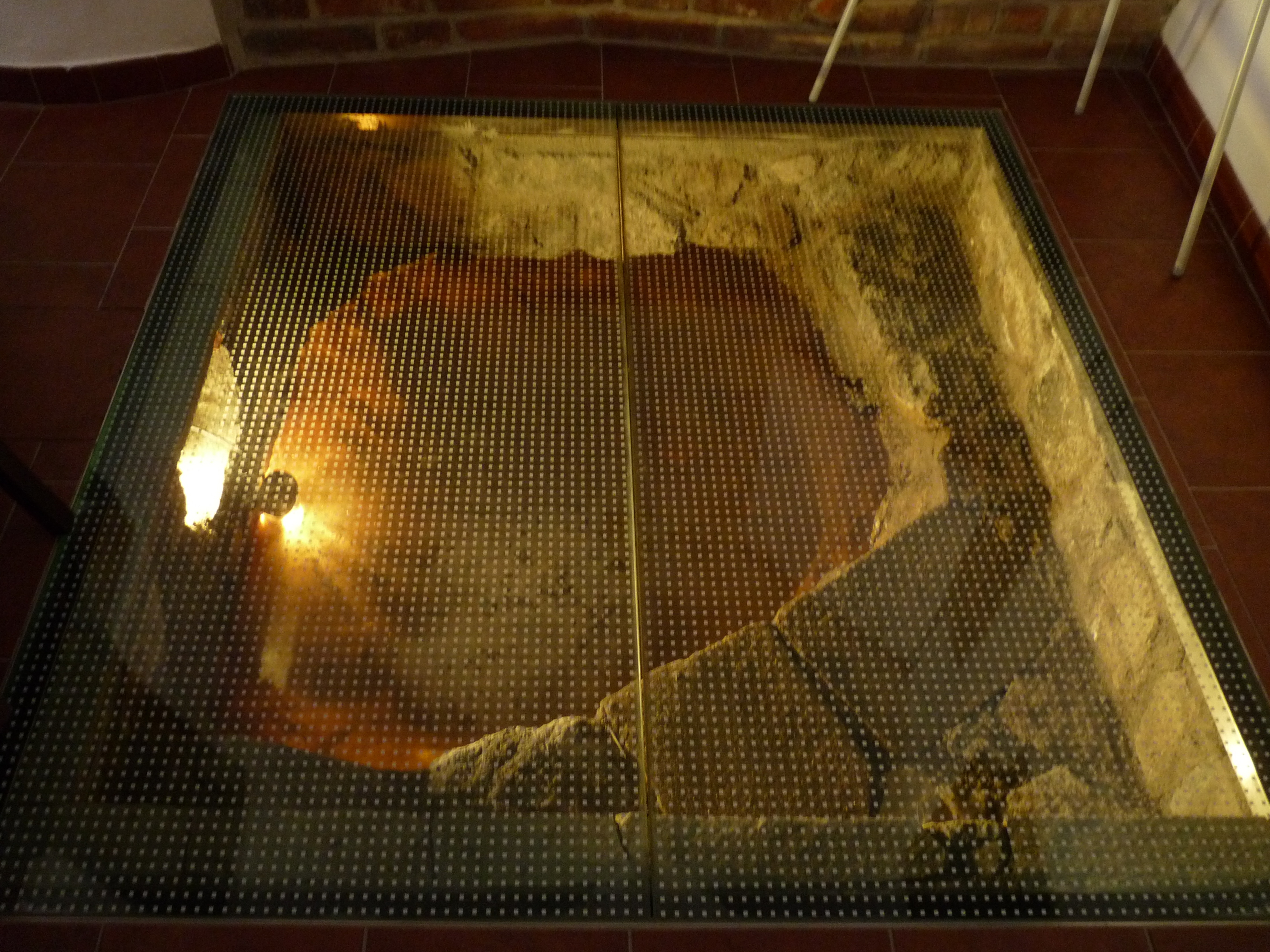
Vnitřní pohled

Mikve v Třebíči je mikve v okrese Třebíč, vybudována byla v 17. století.

## Historie
Mikve ve Skalní ulici č.p. 85 je od roku 2001 zapsána jako součást Židovské čtvrti v Třebíči v seznamu světového dědictví UNESCO a je chráněnou kulturní památkou.
Mikve je umístěna v bývalém chudobinci židovské komunity a v několika posledních letech byla zrekonstruována. Dům s celým areálem patří k Hotelu Joseph 1699.